# Kim Larsen & Bellami
Kim Larsen & Bellami var Kim Larsens band mellem 1984 og 1992. Bandet udgav fire albums. Det blev gendannet i 2022 efter 30 års pause.
I perioden 1986 til 1992 udgav bandet 4 albums, der tilsammen har solgt over 1,4 millioner eksemplarer.
Bellami blev dannet i forbindelse med Kim i Cirkus udgivelsen, det første album hvor bandnavnet blev nævnt  var 1986' Forklædt som voksen. Forklædt som voksen danske salgstal er kun overgået af Larsens “Midt om Natten”.
Bellami var i perioden 1986 til 1990 danmarks mest turnerende band, hvor Danmark, Sverige, Norge og Grønland blandt andet blev besøgt. 
Fra 2023 bestod Bellami af Hans Fagt, Ørva, Jon Pold og Martin Finding. Henning Pold spillede med på flere koncerter som special guest og i foråret 2025 optrådte også Ingemann som gæst, på violin. 

## Historie
Kim Larsen havde ofte udtrykt ønske om at rejse landet rundt i gøglervogn, og dette ønske blev indfriet da han og Det senere Bellami, under navnet Typerne, i 1985 tog på turné med showet Cirkus Himmelblå, hvor Anne Marie Helger, Katrine Jensenius, Erik Clausen og Leif Sylvester Petersen medvirkede.. Bandet udgav i 1986 albummet Forklædt som voksen, der er blandt de bedst sælgende danske albummer nogensinde. Det indeholder hits som Jutlandia og Om lidt. Kielgasten fra 1989 med sange som Den allersidste dans og Flyvere i natten blev opført som musical på Privat Teatret i 1990. Albummet fra 1992 Wisdom Is Sexy, der solgte 80.000 eksemplarer, blev det sidste med denne konstellation. Anmelderne med Peter Nørgaard og Mikael Frank Møller fra Ekstra Bladet i spidsen gav, på basis af et internt kassettebånd med fem råmixede numre med skitsetekster, meget negativ omtale af, hvad der blev kaldt et "eksperiment", fordi numrene var mere præget af rock'n roll og elektroniske effekter end vanligt for Larsen & Bellami. Bandet blev opløst, efter at den efterfølgende tour blev en fiasko, hvor nogle koncerter måtte aflyses på grund af svigtende billetsalg. Om de aflyste koncerter udtalte Kim Larsen i 1994:
| Citat      | "Pladen var ikke den bedste, jeg har lavet, og så var der altså nogle journalister, der så chancen for at give mig bank. Det betød, at der stort set ikke blev solgt billetter til koncerterne, og derfor måtte jeg vælge imellem to former for underskud. Enten skulle jeg betale for at få lov til at spille, eller også skulle jeg undvære indtægterne." | Citat |
| Kim Larsen | |       |

## Medlemmer
- Kim Larsen – Guitar og sang
- Henning Pold – Bas
- Jon Pold - Bas
- Hans Fagt  – Trommer
- Jan Lysdahl – Trommer
- Mikkel Håkonsson – Keyboard
- Peter Ingemann – Keyboard
- Thomas Grue – Guitar og (jingle)
- Martin Finding - Guitar
- Per Rasmussen – Guitar og (jingle)

- Phil Barrett (Doktor Phil), Fairlight CMI og guitar

## Diskografi
| År                                                               | Album               | Højeste placering | Højeste placering | Højeste placering |
| År                                                               | Album               | Danmark           | Norge             | Sverige           |
| ---------------------------------------------------------------- | ------------------- | ----------------- | ----------------- | ----------------- |
| 1986                                                             | Forklædt som voksen | 2[a]              | 2                 | 12                |
| 1988                                                             | Yummi yummi         | 1                 | 1                 | 8                 |
| 1989                                                             | Kielgasten          | 1                 | 3                 | —                 |
| 1992                                                             | Wisdom Is Sexy      | 2                 | 8                 | 45                |
| "—" markerer en udgivelse der ikke opnåede en hitlisteplacering. |                     |                   |                   |                   |

- ↑[a]Der er ingen information tilgængelig om hitlisteplacering ved udgivelse. Da albummet blev genudgivet i 2008, opnåede det en andenplads.